# Perilous Architecture
Perilous Architecture ist ein Jazzalbum von Dan Blacksberg. Die wohl um 2014 im Studio Systems Two, New York City, entstandenen Aufnahmen erschienen als limitierte Vinyl-Edition am 21. September 2014 sowie als Download auf NoBusiness Records.

## Hintergrund
Der in Philadelphia lebende Dan Blacksberg war Gründungsmitglied von Anthony Braxtons Tri-Centric Orchestra. Unter eigenem Namen ist Perilous Architecture die zweite Veröffentlichung seines Trios mit Matt Engle am Bass und Mike Szekely am Schlagzeug. 

## Titelliste
- Dan Blacksberg: Perilous Architecture (NoBusiness Records NBLP 76)[1]

1. Arc of Circling Bodies 8:02
2. Filament and Void 8:40
3. Roar of Mankind 5:17
4. Scapegrace 6:23
5. Blind Tracery 6:43
6. Almost Negotiable 9:53

Die Kompositionen stammen von Dan Blacksberg.

## Rezeption
Nach Ansicht von John Sharpe, der das Album in All About Jazz rezensierte, seien Alben unter Führung eines Posaunisten zwar nichts Neues, aber dennoch alles andere als alltäglich. Die  drei Mitglieder dieses Trios würden als ausgeglichene Einheit agieren, gleichermaßen in der Balance zwischen der Interpretation des Materials des Bandleaders und der beiläufig in diesem thematischen Material verwurzelten Improvisation. Der Bass von Matt Engle und das Schlagzeug von Mike Szekely würden immer noch rhythmische Impulse zaubern, stünden aber in solchen Rollen so locker wie möglich da und sie schwelgten in einem großzügigen, aber zurückhaltenden Zusammenspiel. Blacksberg bewege sich geschickt zwischen Klangfarbe und lyrischer Ermahnung. Er nutze die Multiphonics sparsam, aber effektiv und verfüge über einen polierten Ton in den höheren Lagen. Die Spannung und der Kontrast zwischen seiner anmutigen Posaune und dem flinken Bass würden einen wesentlichen Teil des Reizes dieser Session ausmachen.
Von der limitierten Vinyl-Ausgabe von Perilous Architecture des Posaunisten Daniel Blacksberg wurden nur 300 Exemplare gedruckt, schrieb .Grego Applegate Edwards, doch die Qualität der Musik würde über ihre Knappheit hinwegtäuschen. Die Musik sei klangvoll und flammend, weiträumig und akrobatisch, frei und idiomatisch für das Instrument Posaune. Blacksberg liefere die kompositorischen, motivischen Head-Strukturen und sie würden gut zu dem passen, was folge, und umgekehrt. Das sei unprätentiöses freies Spiel eines Bläsers, das wie eine Reinigung auf den Hörer zukomme, die Rückstände von allem, was man zuvor gehört haben, wegwische und mit etwas Ehrlichem und Echtem erfrische.